# رب گوجه‌فرنگی

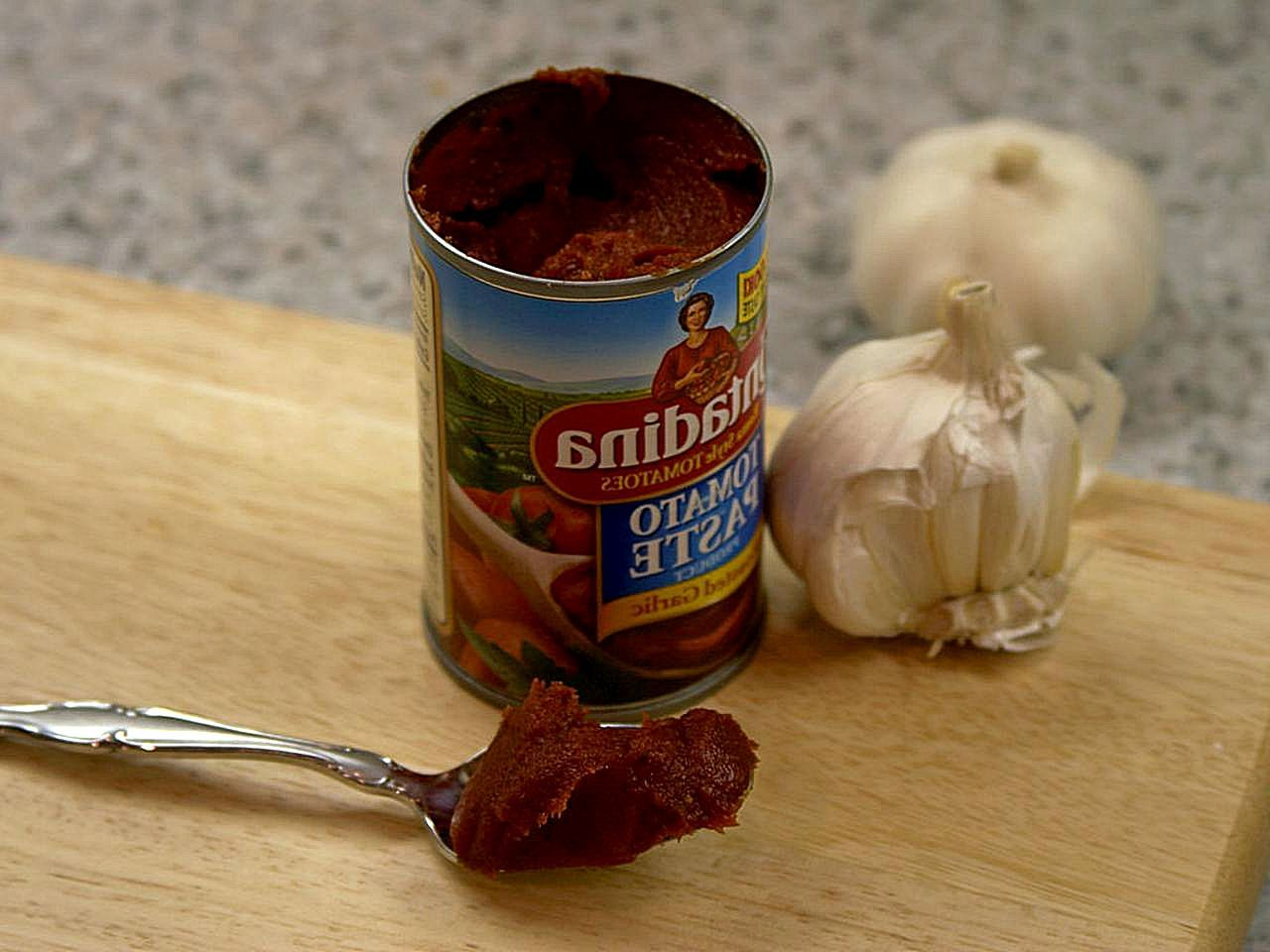
قوطی رب گوجه فرنگی

رب گوجه‌فرنگی یا رب بادنجان‌رومی خمیری غلیظ است که در آشپزی در آن استفاده می‌شود. برای درست کردن رب گوجه‌فرنگی بعد از گرفتن دانه‌ها و پوست گوجه‌ها آن‌ها را برای چندین ساعت تحت خلاء می‌پزند. سپس از غلظت آن کم کرده و دوباره محصول را می‌پزند تا یک کنستانتره غنی بدست بیاید. در مقابل پوره گوجه‌فرنگی شامل گوجه فرنگی پخته شده‌است که ماندگاری‌اش بین رب گوجه‌فرنگی و گوجه فرنگی خرد شده قرار می‌گیرد.

### نوع
دو نوع گوجه فرنگی محلی و گلخانه‌ای در بازار موجود است؛ که از هر دو نوع گوجه فرنگی محلی و گلخانه‌ای می‌توان استفاده کرد، که هر یک مزایا و کاستی‌هایی دارد.
گوجه فرنگی محلی رب کمتری می‌دهد اما باعث می‌شود رب کپک نزند و دیرتر خراب شود. گوجه فرنگی گلخانه‌ای گران‌تر است اما رب بیشتری از آن حاصل می‌شود. معمولاً به ازای هر ۱۰۰ کیلوگرم گوجه فرنگی گوشتی و آبدار بین ۱۰ تا ۱۵ کیلوگرم رب به دست می‌آید.

## ترکیبات رب گوجه فرنگی
رب گوجه فرنگی برای اولین بار در خانه‌ها و کارخانه‌های ایتالیایی تولید شد. ایتالیایی‌ها برای طعم دار کردن پاستاهای خود با طعمی متفاوت و جدید، تصمیم گرفتند سسی از عصاره گوجه‌فرنگی تهیه کنند و این شد که سیسیل و دیگر شهرهای جنوب ایتالیا به مهد رب گوجه‌فرنگی تبدیل شدند.